# 2015 HD1
2015 HD1 est un astéroïde géocroiseur de la famille Apollon d'environ 15 mètres de diamètre qui s'est approché à 59 100 ± 60 kilomètres du centre de la Terre le 21 avril 2014 à 8 h 17.